# Joseph Conrad (Schiff)
Die Joseph Conrad ist ein Museumsschiff in Mystic Seaport. Ursprünglich wurde sie 1882 als Segelschulschiff der dänischen Handelsflotte  gebaut.

## Geschichte

### AlsGeorg Stage
In Auftrag gegeben wurde das Schiff im Jahr 1882 vom dänischen Reeder Carl Frederik Stage. Sie war eine Stiftung („Georg Stages Minde“, Nyholm, Kopenhagen) Stages und dessen Frau Thea. Der Name Georg Stage erinnerte an den verstorbenen einzigen Sohn der Stages, der 1880 mit 22 Jahren an Tuberkulose verstarb. Ziel der Stiftung war die Ausbildung des Seemannsnachwuchses der dänischen Handelsflotte auf dem Segelschulschiff. Den Bau führte die Werft Burmeister & Wain auf Refshaleøen in Kopenhagen aus. 1882 wurde der als eines der kleinsten Vollschiffe seiner Zeit geriggte Segler mit einfachen Mars- und Bramrahen sowie Royals (vier Rahen pro Mast) in Betrieb genommen. An Bord war zusätzlich eine einfache Hilfsdampfmaschine mit rund 50 PS verbaut, um den auszubildenden Jungen einen Einblick in diesen Bereich der Schiffstechnik geben zu können. Die Georg Stage führte mit einer Stammbesatzung von etwa zehn Seeleuten und rund 80 Offiziersanwärtern der Handelsflotte halbjährige Ausbildungsfahrten in der Nord- und Ostsee durch.
Im Jahr 1905 wurde das Schiff durch eine Kollision mit dem Dampfer Ancona of Leith nahe der Mittelgrund-Sandbank (einer Untiefe mitten im Fahrwasser) im Öresund versenkt, 22 junge Seeleute fanden dabei den Tod. Das Schiff wurde gehoben, repariert und durch den Einbau von Schotten sicherer gemacht. Die Dampfmaschine wurde 1915 durch einen Hilfsdiesel mit 60 PS ersetzt. Im Jahr 1934 wurde das Schiff durch seine gleichnamige Nachfolgerin abgelöst, da es für das Ausbildungsprogramm zu klein geworden war. In seiner Dienstzeit wurden mehr als 4000 Kadetten auf der ersten Georg Stage ausgebildet.

### AlsJoseph Conrad
Zwar bestanden Pläne, das 52 Jahre alte Schiff zu verschrotten, es fand sich in dem australischen Marineautor und Kapitän Alan Villiers (1903–1982) jedoch ein segelbegeisterter Käufer. Villiers benannte das Schiff nach dem berühmten britischen Kapitän und Marineautor in Joseph Conrad um und reiste mit ihr in den folgenden zwei Jahren rund 58.000 Seemeilen um die Erde. Wieder wurden dabei junge Seeleute ausgebildet. Diese Reisen verarbeitete Villiers in den drei Büchern The Cruise of the „Conrad“ (1937), Stormalong (1937) und Joey Goes To Sea (1939).
1936 erwarb George Huntington Hartford die Conrad, ließ einen neuen Motor einbauen und nutzte das Schiff bis  1939 als Privatyacht. Unter Hartfords Ägide gewann das Schiff sowohl die Hin- als auch die Rücktour eines Rahseglerrennen von den Vereinigten Staaten zu den Bermudas gegen die Seven Seas. Bei Ausbruch des Zweiten Weltkrieges gab Hartford die Joseph Conrad an die United States Maritime Commission weiter, die das Schiff bis 1945 weiter zur Ausbildung von Kadetten nutzte. Bis 1947 lag das Schiff auf, bevor es durch den US-Kongress in den Besitz des Mystic Seaport übertragen wurde.